# Vinbrug i Sydafrika
Sydafrikansk vin har en historie, der går tilbage til 1659, med den første flaske produceret i Cape Town af dens grundlægger Jan van Riebeeck. Adgang til internationale markeder førte til nye investeringer i det sydafrikanske vinmarked. Produktionen er koncentreret omkring Cape Town med store vingårde og produktionscentre i Constantia, Paarl, Stellenbosch og Worcester. Der er omkring 60 appellationer inden for WO-systemet (Wine of Origin), som blev implementeret i 1973 med et hierarki af udpegede produktionsregioner, distrikter og afdelinger. WO-vine må kun indeholde druer fra det specifikke oprindelsesområde. Vin med en enkelt vingård skal stamme fra et defineret område på mindre end 5 hektar. En "Estate Wine" kan komme fra tilstødende gårde, hvis de dyrkes sammen og der produceres vin. En afdeling er et område med en markant jordtype eller et klima og svarer stort set til en europæisk betegnelse.

## Historie
Rødderne i den sydafrikanske vinindustri kan spores til det Nederlandske Ostindiske Kompagnis udforskninger, der etablerede en forsyningsstation i det, der nu er Cape Town. En hollandsk kirurg, Jan van Riebeeck, fik til opgave at styre stationen og plante vinmarker til at producere vine og druer. Dette var beregnet til at afværge skørbug blandt sejlere under deres sejlads langs krydderiruten til Indien og Fjernøsten. Den første høst blev foretaget den 2. februar 1659 (som nævnt i Van Riebeecks log) syv år efter ankomsten i 1652. Manden, der efterfulgte Van Riebeeck som guvernør for Kap Det Gode Håb, Simon van der Stel, forsøgte at forbedre kvaliteten af vinavl i regionen. I 1685 købte han en 750 hektar stor ejendom lige uden for Cape Town, hvor han etablerede Constantia-vingården. Efter Van der Stels død gik godset i forfald, men blev genoplivet i 1778, da det blev købt af Hendrik Cloete.
Mange avlere gav op på vinfremstilling og valgte i stedet at plante frugtplantager og lucernemarker for at fodre den voksende strudsefjersindustri. De avlere, der genplantede vinranker, valgte højtydende druesorter som Cinsaut. I begyndelsen af 1900'erne var mere end 80 millioner vinstokke blevet genplantet, hvilket skabte en "vinsø", hvor producenterne producerede mere vin, end der kunne sælges. Nogle producenter ville hælde usalgbar vin i lokale floder og vandløb. Ubalancen mellem udbud og efterspørgsel, der forårsagede nedgangen i priser, fik den sydafrikanske regering til at finansiere dannelsen af Koöperatieve Wijnbouwers Vereniging van Zuid-Afrika Bpkt (KWV) i 1918. KWV startede som et andelsselskab, men selskabets magt voksede hurtigt til at sætte regler og priser for hele den sydafrikanske vinindustri. For at håndtere vinoverskudet begrænsede KWV udbyttet og fastsatte mindstepriser, der tilskyndede produktionen af brandy og hedvine.
I det meste af det 20. århundrede fik den sydafrikanske vinindustri minimal international opmærksomhed. Dens isolation blev forværret af boykotten af sydafrikanske produkter i protest mod landets apartheidsystem. Det var først i 1990'erne, da apartheid blev afskaffet og verdens eksportmarked åbnede sig, at sydafrikanske vine begyndte at opleve en renæssance. Mange producenter i Sydafrika adopterede hurtigt nye teknologier til vinavl og vinfremstilling. Tilstedeværelsen af såkaldt "flyvende vinproducenter" fra udlandet bragte international indflydelse og fokus på kendte sorter som Shiraz, Cabernet Sauvignon og Chardonnay. Omorganiseringen af det magtfulde KWV-andelsselskab til en privat virksomhed udløste yderligere innovation og forbedring af kvaliteten. Vingårdsejere og vingårde, der tidligere havde fæstet deres lid til den prisfastsættende struktur, der købte deres overskydende druer til destillation, blev tvunget til at blive mere konkurrencedygtige ved at flytte deres fokus til produktion af kvalitetsvin. I 1990 blev mindre end 30% af alle høstede druer brugt til vinproduktion beregnet til forbrugsmarkedet, mens de resterende 70% blev destilleret til brandy, solgt som spisedruer og juice eller bortskaffet. I 2003 var antallet vendt med mere end 70% af de druer, der blev høstet det år, nåede forbrugsmarkedet som vin.

## Klima og geografi
Sydafrika er beliggende ved spidsen af det afrikanske kontinent med de fleste vinregioner nær kystnære påvirkninger fra Atlanterhavet og Det Indiske Ocean. Disse regioner har et overvejende middelhavsklima, der er præget af intens sollys og tør varme. Vintrene har tendens til at være kolde og våde med potentielt snefald i højere højder. Truslen om frost i foråret er sjælden, da de fleste vinregioner ser en varm vækstsæson mellem november og april. Størstedelen af den årlige nedbør forekommer i vintermånederne og spænder fra 250 millimeter i den semi-ørkenlignende region Klein Karoo til 1.500 millimeter nær Worcester Mountains. Regioner tættere på kysten eller i regnskygge af indre bjergkæder som Drakenstein, Hottentots-Holland og Langeberg oplever mere nedbør end områder længere inde i landet. I mange sydafrikanske vinregioner er vanding afgørende for vinavl. Benguela-strømmen fra Antarktis bringer kølig luft ud for den sydatlantiske kyst, der gør det muligt for områdets gennemsnitstemperaturer at være lavere end regioner med en sammenlignelig breddegrad. En stærk luftstrøm, kendt som Cape Doctor, bringer vinde med kulingkraft til de vinregioner i Kap-området som har positiv effekt for at begrænse risikoen for diverse mug- og svampesygdom samt temperering affugt, men kan også skade vinstokke der ikke er beskyttet.
I høstmånederne februar og marts er den gennemsnitlige daglige temperatur i mange sydafrikanske vinregioner 23 °C, hvor spring op til 40 °C ikke er ualmindelige i de varme floddale indenlands som Breede, Olifants og Oranje-floderne. På Winkler-skalaen ville størstedelen af de sydafrikanske vinregioner blive klassificeret som Region III-steder med varmesummering og graddage svarende til Californiens vinregion Oakville i Napa Valley. Varmere regioner som Klein Karoo og Douglas falder i henholdsvis Region IV (svarende til Toscana) og Region V (svarende til Perth i det vestlige Australien). Nye beplantninger er i fokus på køligere klimaområder i Elgin og Walker Bay-regionerne, der er karakteriseret som Region II med temperaturer tættere på Bourgogne og Piemonte.
Vinregionerne i Sydafrika er spredt over de vestlige og nordlige Kapprovinser og dækker 500 kilometer vest mod øst og 680 kilometer nord-syd. Inden for denne brede flade er der et stort udvalg af makroklima og vingårdsjordtyper, der er påvirket af områdets unikke geografi, som inkluderer flere indre bjergkæder og dale. Inden for Stellenbosch-regionen alene er der mere end 50 unikke jordtyper. Generelt har jorden i Sydafrika tendens til at bevare fugt og dræne godt, idet de har en betydelig andel ler (ofte mindst 25% af sammensætningen) med lave pH-værdier omkring 4. Jordens pH-værdier justeres ofte med kalk- og calciumbehandling. Andre jordtyper fundet i Sydafrika omfatter granit og sandsten i Constantia, skifer i Elgin og arenaceous-skifer i Walker Bay. I nærheden af floddalene er jorden særligt kalkrig med en høj andel af sand og skifer.

## Wine of Origin
"Wine of Origin"-programmet, igangsat i 1973, bestemmer hvordan vinregioner i Sydafrika er defineret og kan vises på vinetiketter. Mens nogle aspekter af WO er hentet fra det franske Appellation d'Origine Contrôlée-system (AOC), er WO primært optaget af nøjagtigheden ved mærkning og lægger ingen yderligere regler for vinregioner såsom tilladte sorter, trelliseringsmetoder, kunstvanding og udbytte. Vinregioner under WO-systemet falder ind under en af fire kategorier - de største og mest generiske er geografiske enheder (såsom Western Cape-regionen), der inkluderer de mindre, men stadig stort set definerede regioner (som Overberg) efterfulgt af distrikter (som Walker Bay) og derefter endelig områder eller "wards" (såsom Elgin). Østkapprovinsen er Sydafrikas seneste vinregion. Mens geografiske enheder, regioner og distrikter i vid udstrækning defineres af politiske grænser - områder er det oprindelsesniveau, der er mest defineret af unikke terroir-karakteristika.

## Vinregioner
Pr. 2003 var Sydafrika 17. størst i forhold til areal beplantet med vinstokke, hvor landet indeholder 1,5% af verdens druevinmarker med 110.000 hektar. Den årlige produktion blandt Sydafrikas vinregioner er normalt omkring 10 millioner hektoliter, som regelmæssigt placerer landet blandt de ti mest vinproducerende lande i verden. Størstedelen af vinproduktionen i Sydafrika finder sted i Kapprovinserne, især det sydvestlige hjørne nær kystregionen. Det historiske hjerte af sydafrikansk vin har været området nær Kaphalvøen og det moderne Cape Town. Dette område har stadig en fremtrædende plads i branchen, da det er hjemsted for de største vinregioner Constantia, Stellenbosch og Paarl. I dag dyrkes der vin i hele den vestlige kapprovins og i dele af regionerne Nordkapprovinsen, KwaZulu-Natal og Østkapprovinsen. Flodregionerne langs Breede Valley og floderne Olifants og Oranje er blandt de varmeste områder og er ofte placeringen af storvinproduktion og destillation. De køligere klimaregioner øst for Cape Town langs det Indiske Oceans kyst, såsom Walker Bay og Elgin, har oplevet en enorm udvidelse og udvikling i de senere år, da producenter eksperimenterer med kølige klimasorter og vinstile.
Herunder er nogle bemærkelsesværdige Wine of Origins-distrikter.

### Constantia
Constantia-dalen ligger syd for Cape Town på Kaphalvøen, der stikker ud i Atlanterhavet. På grund af sin placering oplever regionen oceaniske påvirkninger på hver side, der skaber en køleeffekt, der bidrager til en lang, langsom modningsperiode om sommeren, hvor de gennemsnitlige daglige temperaturer falder til mellem 18-19 °C. Vintrene er ofte moderate og milde, men våde med årlig nedbør normalt over 1.000 millimeter. Regionens jord består primært af taffelbjergssandsten med høje koncentrationer af ler og granit. Området dyrker en bred vifte af druer, hvor Sauvignon blanc er særlig bemærket. Området er nu hjemsted for 11 vinbrug (Andrews, 2017). Det er den ældste vindyrkningsregion i landet, hvor gården Groot Constantia er den ældste vingård. :77 

### Stellenbosch
Stellenbosch-distriktet er den næstældste vinregion i Sydafrika efter Constantia og er ansvarlig for omkring 14% af landets årlige vinproduktion. Stellenbosch blev først beplantet i 1679 og ligger 45 kilometer øst for Cape Town. Regionen er omgivet af Helderberg-, Simonsberg- og Stellenbosch-bjergene og oplever nogle klimatiske påvirkninger fra den nærliggende False Bay. Bugten tempererer klimaet og holder gennemsnitstemperaturen i løbet af sommerens vækstsæson på omkring 20 °C, en smule varmere end Bordeaux. Vinbrugsjordtyper spænder fra nedbrudt granit på bjergskråningen nær bjergene til sand, alluvial lerjord i dalene nær floderne.
De syv afdelinger i Stellenbosch (Banghoek, Bottelary, Devon Valley, Jonkershoek Valley, Papegaaiberg, Polkadraai Hills og Simonsberg-Stellenbosch) er velkendte for deres produktion af rødvin, der viser terroir-forskelle - især Cabernet Sauvignon, Merlot, Pinotage og Shiraz. Simonsberg var den første vinafdeling, der fik individuel skelnen. Produktion af hvidvin er centreret om Chardonnay og Sauvignon blanc, som ofte blandes sammen. De vestlige strækninger af Stellenbosch, såsom Bottelary og nær Elsenburg, inkluderer også en betydelig del af Chenin blanc-stokke i områder rig på lys sandjord.

### Paarl
I det meste af det 20. århundrede var Paarl til alle praktiske formål hjertet i den sydafrikanske vinindustri. Det var hjemsted for KWV såvel som den årlige Nederburg Vinauktion, hvor omdømmet til en årgang eller en ejendom kunne etableres. Gradvist flyttede fokus sydpå til Stellenbosch, hvor Stellenbosch Universitet fik en mere fremtrædende rolle i vinbruget i Sydafrika med sine vinavls- og vinfremstillingsprogrammer. Overførslen af magt fra KWV til en privat virksomhed flyttede yderligere fokus væk fra Paarl. Imidlertid har terroir-drevne vinbrug fra dets afdelinger, Franschhoek Valley og Wellington, genoplivet interessen for området i de senere år.
Den hedvin, der produceres i Paarl og nærliggende Tulbagh, kan udpeges med den unikke WO fra Boberg, der ligger i nærheden af Berg-floden.

#### Franschhoek Valley
Franschhoek Valley blev grundlagt af Huguenot-bosættere, der bragte deres traditioner og ekspertise inden for vinfremstilling med sig fra deres hjemland Frankrig. Afdelingen inkluderer nogle vinbrug med højere placering over havets overflade, som kan producere fuldaromatiske hvidvine med bemærkelsesværdige surhedsgrader.
Franschhoek bliver snart Sydafrikas første vinregion, der danner et klassificeringssystem (Appellation Grand Prestige) for sine vine, med Semillon, Chardonnay og Cabernet Sauvignon, der er identificeret som områdets mest velprøvede druer gennem en række årtier.

### Breede River Valley
Breede River Valley, der ligger øst for Drakenstein-bjergene, er et varmt klimaområde, der kan være meget tørt og vindblæst nogle steder. Selve floden giver let adgang til kunstvanding, hvilket gør almindelig vinproduktion af højtydende sorter almindelig. Robertson-distriktet ligger tættest på floden langs alluviale jordarter og lejlighedsvis kalkrig jord. Den gennemsnitlige årlige nedbør er generelt under 400 millimeter, hvilket gør kunstvanding afgørende. Temperaturer i sommerens vækstsæson er normalt omkring 22 °C. Bonnievale-området er den mest bemærkelsesværdige delregion i Robertson, kendt for sine Chardonnay- og Shiraz-vine.
Worcester-distriktet er ansvarlig for mere vin end nogen anden vinregion i landet med en femtedel til en fjerdedel af hele den sydafrikanske årlige vinproduktion. Worcester ligger lige ud over Du Toit's Peak i Breede River Valley og inkluderer en bred frugtbar slette, der er afhængig af kunstvanding på grund af dens tørre, vindblæste klima. Områdets store og mange andelsselskaber producerer store mængder hedvine samt Muscadel og Hanepoot-baserede dessertvine. I de senere år har Slanghoek-området og Breedekloof-distriktet haft succes med at dyrke botrytiserede og tørre Sauvignon blanc-vine. Worcester-distriktet er hjemsted for næsten halvdelen af hele Semillon og en tredjedel af Ruby Cabernet plantet i Sydafrika med betydelige beplantninger af Colombard og Chenin blanc.

### Overberg
Den kølige Overberg-region har været beliggenheden for den seneste interesse og udvikling i den sydafrikanske vinindustri, især med øget beplantning af Chardonnay og Pinot noir. Hele området fik meget lidt opmærksomhed indtil slutningen af det 20. århundrede og blev ikke engang klassificeret i 1973 inden for det originale WO-program. Det maritime klima i Walker Bay og de kølige vinmarker med højere placeringer i Elgin øst for Cape Town har haft succes med at producere netop Chardonnay og Pinot noir såvel som Sauvignon blanc.

### Andre bemærkelsesværdige regioner
Klein Karoo-regionen har et semi-ørkenklima og var mest kendt for fåre- og strudseavl. Regionen strækker sig fra Montagu i vest til landsbyen De Rust i øst. I Calitzdorp modereres varme temperaturer af havbrise, der starter sidst på eftermiddagen og kølige temperaturer om natten. Vinproduktion i området er stort set centreret om hedvine i en portvinsagtig stil og muscadels.
Vestkystregionen, ud mod Atlanterhavet, inkluderer vinområderne Durbanville, Olifants River, Piketberg og Swartland. Mens denne region historisk var kendt for sin storvinsproduktion, har producenterne i de senere år fokuseret på eksklusive vinbrug såsom beplantning af Sauvignon blanc i Groenekloof-området nær Darling og Pinotage i uvandede landbrugsjord i Swartland. I Olifants River-regionen er Chenin blanc og Colombard populære. Området er også hjemsted for Sydafrikas største enkeltstående andelsvingård - Vredendal Kooperativ.
Vinregioner i Nordkapprovinsen, der ligger langs Oranje-floden, inkluderer de varmeste vinproducerende områder i Sydafrika. Vinproduktionen her var langsom til at starte op, og var forsinket helt indtil 1960'erne, hvor bedre vandingsforhold og fermenteringsteknologi blev tilgængelig. I dag er området ansvarlig for næsten 12% af al den vin, der produceres i Sydafrika - hovedsagelig af store andelsselskaber til storvinsproduktion. Hartswater-regionen, der ligger 80 kilometer nord for Kimberley, er Sydafrikas nordligste vinregion.
KwaZulu-Natal blev udpeget som en geografisk enhed i 2005 og er en af Sydafrikas nyeste vinregioner. Den første vingård i denne region var The Stables Wine Estate, og regionens første vin med WO blev frigivet af Tiny og Judy van Niekerk i juli 2006. The Stables Wine Estate gik konkurs i 2012. De nuværende sorter, der klarer sig godt i den voksende vinregion i KwaZulu-Natal, er: Sauvignon Blanc, Pinotage, Pinot Noir og Chardonnay. Med milde sommertemperaturer kan regionen prale af Sydafrikas koldeste vinmarker.
Østkapprovinsen fulgte kort efter gennem Ronnie og Janet Vehorns banebrydende indsats. I 2009 blev Harrison Hope Wine Estate registreret som den første vingård i Østkapprovinsen i Sydafrika. Gården skabte historie igen med sin Merlot fra 2009, der blev den første certificerede ejendomsvin, der nogensinde er produceret i Østkapprovinsen. Dette område ligger i Amatola-bjergene og har høje temperaturer om sommeren med ringe eller ingen fugtighed. Desværre giver sen frost, hagl, sommernedbør og dykkerantiloper nogle af de hårdeste betingelser for vindruer. Druer, der dyrkes i denne region, omfatter: Chardonnay, Merlot, Petit Verdot, Pinotage, Sauvingnon Blanc og Shiraz. 

### Andre bemærkelsesværdige områder
Ruiterbosch-området, der ligger sydvest for Klein Karoo omkring Mossel Bay, har et generelt køligt klima, der primært er påvirket af Det Indiske Ocean. Området er stort set beplantet med Riesling, Sauvignon blanc og Pinot noir. Cederberg øst for den sydlige del af Olifants-floderne inkluderer nogle af de højest beliggende vinmarker i Sydafrika, plantet i højder på mere end 1.000 meter.

## Vitikultur
Historisk set blev vinmarker i Sydafrika plantet med utrelliserede vinranker plantet 1,2 meter fra hinanden med en tæthed på 7.000 vinstokke pr. hektar. Efter phylloxera-ødelæggelsen var vinavlens fokus i Sydafrika mere på kvantitet snarere end kvalitet. Vinmarker blev plantet med sorter med højt udbytte, bredt fordelt for at lette brugen af mekanisk høst. I slutningen af det 20. århundrede begyndte flere vinbrug at fokusere på produktionen af kvalitetsvine og adopterede moderne vinavlsmetoder. Vinstokke blev plantet med en gennemsnitlig tæthed på 3.300 vinstokke pr. hektar og beskåret for at holde udbyttet nede på 49-56 hektoliter pr. hekta. Den mest almindelige form for trellisering fundet i Sydafrika er det lodrette hegn-række-system, der bruger en splittet vinranke understøttet på en wire omkring 750 millimeter fra jorden. Vinbladene trænes til at være opretstående på separate wirere, der tillader nok sollys til at nå druerne, men nok skygge til at forhindre bladende i at blive solskoldet. Vinrankerne beskæres normalt for at tillade fire til fem sporer hver med to til tre knopper (potentielle drueklynger) pr. rankearm. Varme er også en bekymring i høstsæsonen, hvor nogle vinbrug kun høster om natten i de koldere temperaturer under projektører.
Manglen på nedbør i mange vinregioner gør kunstvanding til en nødvendighed. Sprinkler- og drypvandingssystemer bruges til at levere alt fra 200-700 millimeter ekstra vand om året. Moderne vinproducenter udvikler nye teknikker og en forståelse af den rolle, som vandstress spiller i udviklingen af produktionen af vindruer af høj kvalitet. Vinbrug, der ikke overrisler, bruger undertiden udtrykket "tørland" eller "tørt opdrættet" på deres vinetiketter som markedsføring. Udover vanding er en vigtig bekymring for vingårdsejere truslen om skadedyr i vingården såsom uldskjoldlus og bavianer. For at bekæmpe disse farer anvender nogle vinburgsejere IPM-programmer (Integrated Pest Management), såsom import af mariehøns, et naturligt rovdyr af bløddyr.
Mens havvind holder nogle svampe- og meldugtrusler i skak, kan nogle meldugsformer (kendt lokalt som "hvidt rust") være en lejlighedsvis trussel i den våde vintersæson. Nær høsttid kan botrytis også forekomme, hvilket er en fare eller en velkommen besøgende afhængigt af, om botrytiseret vinproduktion er målet. En anden trussel er syge og virusinficerede grundstammer. Efter phylloxera-ødelæggelsen blev vinmarker i Sydafrika genplantet med amerikanske grundstammer (i dag mest almindeligt 99 Richter, 110 Richter og 101-14 Mgt). Nogle af disse importerede grundstammer blev inficeret med forskellige vira, som hurtigt spredte sig til andre vinmarker. Disse virusinficerede vinstokke har en forkortet levetid og vanskeligheder med fotosyntese, hvilket kan føre til dårlig modning af phenolforbindelser i druen og vin af lav kvalitet. Siden 1980'erne har den sydafrikanske vinindustri bestræbt sig på karantæne og fremme sunde virusfrie vinmarker. Derudover er der blevet udført arbejde forskning af kloning for at identificere, hvilke druesorter der bedst vokser i hvilket klima og vinregion.

### Vine Improvement Program
Efter afskaffelsen af apartheid og åbningen af eksportmarkeder havde den sydafrikanske vinindustri en betydelig læringskurve at overvinde for at være konkurrencedygtig på verdens vinmarked. Vine Improvement Program (VIP) blev oprettet for at bringe moderne vinavlsteknikker til branchen. Den første fase, der blev lanceret i slutningen af det 20. århundrede, fokuserede på virusfri og udbyttestyrende grundstammer samt forskning i kloning. Den anden fase, som er i gang, fokuserer på at matche forskellige kombinationer af druesorter, kloner og grundstammer til specifikke terroir, der kan producere kvalitetsvin. I løbet af de sidste 20 år har VIP-arbejdet bragt den sydafrikanske vinindustri i spidsen for vitikulturelle fremskridt.

## Vinfremstilling og vin
Sydafrikas vinfremstillingstraditioner repræsenterer ofte en hybridisering af den gamle verdens vinfremstilling og den nye. Siden afskaffelsen af apartheid har mange vinbrug arbejdet med at producere flere "internationale" vinstile, der kan få succes på verdensmarkedet. "Flyvende vinproducenter" fra Frankrig, Spanien og Californien har bragt nye teknikker og stilarter til Sydafrika. I 1980'erne blev brugen af egetønder til gæring og ældning populær. Brug af chaptalisering er ulovligt i Sydafrika, da landets varme klima ikke gør det problematisk at opnå tilstrækkelig sukker- og alkoholniveauer. Vinbrug har oftere problemer med lave surhedsniveauer, som kræver tilskud med yderligere syrer som vinsyre.
I dag er den sydafrikanske vinindustris fokus på at øge kvaliteten af vinproduktionen - især med de mere eksportable og moderigtige røde druesorter. Traditionelt havde sydafrikanske rødvine ry for at være grove i tekstur med rustikke smag. Ord dikvoet fra afrikaans der bruges til at beskrive disse vine, betød bogstaveligt "tyk fod". I vinmarkerne fokuserede producenterne på udbyttekontrol for bedre modenhed, mens vinproducenter brugte moderne teknikker til at skabe blødere, kødfulde vine. Såvel temperaturreguleret gæring som kontrolleret malolaktisk gæring blev mere udbredt såvel som mindre afhængighed af filtrering som et stabiliseringsmiddel.

### "Cape port"-vine
Den sydafrikanske vinindustri har en lang historie med hedvinsproduktion, der producerer vine kendt som "Cape port" (skønt udtrykket "Port" er beskyttet af EU og refererer kun til vine fra Douro-regionen i Portugal). Disse vine er lavet af en række druer, såsom Shiraz og Pinotage, samt portugisiske sorter som Tinta Barroca, Touriga Nacional, Souzão og Fernão Pires. Det mindste alkoholniveau for disse vine skal være 16,5-22%. De mange stilarter af "Cape port" er spejler tæt deres portugisiske kolleger og inkluderer:
- Cape White port - Kan laves af alle hvide druesorter (såsom Chenin blanc, Colombard eller Fernão Pires) undtagen muskater. Kræves ældet i træfade i mindst seks måneder.
- Cape Ruby port - Normalt en blanding af flere frugtige, fyldige vine, der er blevet ældet i mindst seks måneder i træ for hver vin og mindst et år i alt for hele blandingen.
- Cape Tawny port - En blanding, der er ældet i træ længe nok til at få en gulbrun farve med en glat, let nøddeagtig smag. Blanding af Ruby- og White-porte for at skabe Tawny-port er forbudt.
- Cape Late Bottled Vintage (LBV) port - En vin sammensat af druer høstet i en enkelt årgang, der er ældet mindst to år i egetræ og tre til seks år i alt, før de tappes på flaske. Sydafrikas vinlove kræver, at udtrykket "Late Bottled Vintage" eller "LBV" vises på vinetiketten sammen med årgangs- og aftappningsåret.
- Cape Vintage port - En vin bestående af druer høstet i en enkelt årgang, ældet i træ og solgt med ordene "Vintage Port" og årgangen på etiketten.
- Cape Vintage Reserve port - En vin produceret i en årgang anerkendt af den sydafrikanske vinindustri eller handelspublikationer som værende af enestående kvalitet. Vinen skal ældes i mindst et år i egetræ og sælges udelukkende i glasvinflasker. Ordene "Vintage Reserve Port" og årgangsdato skal vises på vinetiketten.

### Andre hedvine og dessertvine
Ud over de portvinsagtige typer, producerer sydafrikanske vinproducenter også "sherry-agtige vine produceret i et solera-system og en unik vin de liqueur fremstillet af Muscat kendt som Jerepigo (eller Jerepiko). Med Jerepigo tilsættes brandy til mosten før gæring, hvilket efterlader vinen med et restsukker (RS) niveau på mindst 160 gram pr. liter. Sydafrikas lange historie med dessertvine, høstet sent, inkluderer de moderne Edel Laat-oes vine inficeret med "ædel råd" (kendt lokalt som Edelkeur) og indeholder mindst 50 gram restsukker pr. liter. Vin simpelt mærket Laat-oes er fra druer høstet sent, men ikke inficeret med botrytis. Disse vine skal have et alkoholniveau på mindst 10% og et restsukkerindhold mellem 10 og 30 gram pr. liter. Vine over 30 gram RS kan kaldes Spesiale Laat-oes eller "særlig sen høst", hvilket kan antyde, at nogle druer inficeret med botrytis blev brugt. 

### Mousserende vine
Mousserende vine i Sydafrika produceres med både Charmat og den traditionelle "Champagnemetode". De første champagnemetodevine, der blev produceret i Sydafrika, kom fra Simonsig Estate i Stellenbosch i 1971. For at skelne mellem sydafrikanske mousserende vine (og for at overholde EU-reglerne, der beskytter udtrykket "Champagne" og champenois ), er vine fremstillet i denne traditionelle fermenterede metode på flaske mærket som Methode Cap Classique (eller MCC). Disse vine er traditionelt fremstillet ved hjælp af Sauvignon blanc og Chenin blanc, men har i de senere år set mere af de traditionelle "Champagnedruer" fra Chardonnay, Pinot Noir og Pinot Meunier. Rød mousserende vin fremstillet af Pinotage kan også findes.

### Mærkningslovgivning
Sydafrikansk mærkingslovgivning fokuserer i vid udstrækning på geografisk oprindelse og falder ind under WO-lovigvningen. Der kan produceres vin fra enkeltstående vinbrug, såfremt af vingården er registreret ved regeringen, og alle druer brugt i produktionen er dyrket på vingården. Mens udtrykket "estate" ikke længere kvalificeres som en betegnelse med geografisk oprindelse, kan vingårde stadig mærke "ejendomsvine", forudsat at alle druer blev dyrket, og vinen blev vinificeret og aftappet, på samme ejendom. South African Wine & Spirit Board driver et frivilligt program, der gør det muligt for sydafrikanske vine at blive "certificeret" for kvalitet og nøjagtighed i mærkning. Under denne certificeringsproces skal vintagevin bestå af mindst 85% druer, der blev høstet den samme årgang. Sorteret vin skal også bestå af mindst 85% af den nævnte sort. Blandinger, såsom en Cabernet Sauvignon og Pinotage-blanding, kan have begge sorter opført på etiketten, forudsat at de to vine blev vinificeret separat. En vin, der er "sam-fermenteret", med både druer knust og vinificeret sammen, såsom en Shiraz-Viognier, kan ikke angive begge sorter. Fra 2006 deltog ca. 35% af Cape-vinbrug i dette frivillige program.

## Druesorter
Druesorter i Sydafrika er kendt som cultivar, hvor mange almindelige internationale sorter udvikler lokale synonymer, der stadig har en stærk traditionel brug. Disse inkluderer: Chenin blanc (Steen), Riesling (indtil for nylig kendt lokalt som Weisser Riesling), Crouchen (kendt som Cape Riesling), Palomino (druen fra den spanske vin Sherry kendt lokalt som "White French"), Trebbiano (Ugni Blanc), Sémillon (Groendruif) og Muscat of Alexandria (Hanepoot).  Imidlertid har vine, der ofte eksporteres til udlandet, normalt have det mere internationalt anerkendte navn på vinmærket. I 2015 rapporterede SAWIS (South African Wine Information and Systems), at landet havde 100.146 hektar vinmarker, hvoraf ca. 55% er beplantet med hvide sorter. Chenin blanc har længe været den mest plantede sort og tegner sig stadig for over 18% af al drueareal beplantet i Sydafrika fra 2015, selvom det langsomt falder i den samlede andel af vingårdarealet. I 1980'erne og 1990'erne oplevede interessen for internationale sorter en stigning i beplantningen af Chardonnay og Sauvignon blanc. Andre hvide druesorter med betydelige beplantninger inkluderer Colombard, Cape Riesling, Gewürztraminer, Hanepoot, Muscat Blanc à Petits Grains, Riesling og Sémillon. Både røde og hvide kloninger af Muscat Blanc à Petits Grains samt Chenel og Weldra, to Chenin blanc-Ugni blanc krydsninger, anvendes til destillation af brandy og hedvine.
Fra 1990'erne steg plantagerne af røde druesorter støt. I slutningen af 1990'erne var mindre end 18% af alle druer, der blev dyrket i Sydafrika, røde. I 2009 var antallet steget til 44%. I det meste af det 20. århundrede var den højtydende Cinsaut den mest plantede røde druesort, men da fokusset skiftede til produktion af kvalitetsvine, har man set en reduktion af beplantningen af Cinsaut, der i 2009 kun var repræsenteret på omkring 2% af alle Sydafrikas vinbrug. I stedet for er Cabernet Sauvignon, Shiraz og Pinotage steget til fremtrædende pladser, idet Cabernet Sauvignon er den mest udbredte røde druesort, der dækker 12% af alle plantager i 2009. Andre røde druesorter, der findes i Sydafrika, inkluderer: Carignan, Gamay (ofte lavet i stil med Beaujolais-vine med kulsyre), Grenache, Petit Verdot, Cabernet Franc, Pontac, Ruby Cabernet, Tinta Barroca og Zinfandel.
Der er en bred vifte af mindre kendte grupper, der bruges til at fodre landets stadig robuste destillerede spiritus og hedvinindustri. Disse druer producerer normalt mild, neutral vin, der egner sig godt til blanding og destillation, men ses sjældent som sortflasker. Disse inkluderer: Belies, False Pedro, Kanaän, Raisin blanc, Sultana og Servan.

### Pinotage
Pinotage, en krydsning mellem Pinot noir og Cinsaut, har set sine beplantninger stige og falde på grund af den sydafrikanske vinindustris nuværende mode. I dag er det den næstmest plantede røde druesort i Sydafrika. Mens der er tilhængere, der ønsker at gøre druen til Sydafrikas signatursort, bemærker kritikerne af druesorten, at stort set ingen anden vinregionen har plantet denne sort på grund af dens mangler. I begyndelsen af 1990'erne, da apartheid blev afskaffet og verdens vinmarked åbnede sig, ignorerede vinproducenter i Sydafrika Pinotage-druen til fordel for mere internationalt anerkendte sorter som Shiraz og Cabernet Sauvignon. Mod slutningen af det 20. århundrede begyndte druens lykke at vende, og i 1997 havde druen de højeste priser end nogen anden sydafrikansk drue. Det er en påkrævet komponent (30-70%) i "Cape-blandinger". Her er det lavet i den fulde vifte af stilarter, fra let-drikkelige quaffing-vine og rosé til tøndemodnet vin til opbevaring i kældre. Pinotagen er også lavet til en hedvin i port-stil" og endda en rød mousserende vin. Druen kan være meget afhængig af vinfremstillingens stil, med vellavede eksempler der har potentiale til at producere dybe, frugtagtige vine, der kan fås både tidligt og ved modning. Men kritikere af pinotage-druen mener, at sortens mangler - grønne vegetabilske smage og tanniner, og modtageligheden for udvikling af banan- og neglelaksacetat-aroma - er til stede i langt flere eksempler på Pinotage, der når forbrugermarkedet. Pinotage nåede sit højdepunkt i 2001 og dækkede 7,3% af det samlede vinareal men dette er siden faldet til 6%.

## Vigtige organisationer
Den sydafrikanske vinindustri er blevet ledet af mange magtfulde organisationer i både den private sektor og gennem statslige agenturer. I modsætning til andre vinregioner i den nye verden påvirkes den sydafrikanske vinindustri stort set af flere store andelsselskaber. Koöperatieve Wijnbouwers Vereniging van Zuid-Afrika Bpkt (KWV) var et andelsselskab, der først blev oprettet gennem finansiering og opmuntring fra den sydafrikanske regering som en styrke for at stabilisere og udvide den sydafrikanske vinindustri. Da KWV nu er et privatejet andelsselskab, er nogle af dets regulerende ansvar faldet til andre organisationer, som South African Wine & Spirit Board. Wine & Spirit Board kører det frivillige certificeringsprogram, der gør det muligt for sydafrikanske vine at blive "certificeret" for kvalitet og nøjagtighed ved mærkning. Ud over at være underlagt forskellige mærkningsretningslinjer, bliver vinene blindsmagt af en panel af eksperter inden for kvalitet, og vinen bliver kørt gennem en analytisk tesk for at finde fejl. Ligesom retningslinjerne for mærkning af årgang og sort er disse test frivillige, men vine, der ikke sendes til test, kan blive udpeget ved tilfældig stikprøvekontrol.
Wine & Spirits-styrelsen driver også South African Wine Industry Trust (SAWIT) og yder finansiering til markedsføring og udvikling af SAWIT. Fonden blev grundlagt i 1999 af en fælles aftale mellem den sydafrikanske regering og KWV, som stillede 369 millioner rand (46 millioner USD) til rådighed. SAWIS arbejder med at promovere eksportmarkedet for sydafrikanske vine i udlandet, samt udviklingen af nye teknologier og uddannelse. Derudover arbejder SAWIS med programmet Black Economic Empowerment (BEE) for at fremme det sorte samfunds involvering i den sydafrikanske vinindustri - herunder ejerskabsmuligheder for vinmarker og vingårde.

## Sydafrikanske vinkonkurrencer
Vinkonkurrencer er afholdt for at vurdere om en vin er af god kvalitet og om den er sand mod dens karakter. De mest prominente vinkonkurrencer i Sydafrika inkluderer:
- ABSA Top 10 Pinotage
- Amorim Cap Classique Challenge
- Diners Club Winemaker of the Year
- FNB Sauvignon Blanc Top 10
- Michelangelo International Wine & Spirits Awards
- Old Mutual Trophy Wine Show
- Shiraz SA Challenge
- Standard Bank Chenin Blanc Top 10 Challenge
- Veritas Awards

## Eksterne links
- WO booklet from SAWIS, gives history and has maps of the appellations
- Wines of South Africa (WOSA) Industry body
- ABSA Top 10 Pinotage South African Pinotage Wine Competition
- Mosaic Top 5 Pinot Noir Wine Awards Arkiveret 21. oktober 2020 hos  Wayback Machine South African Pinot Noir Wine Competition
- Veritas Awards General South African Wine Competition